# Zumpahuacán (ort)
Zumpahuacán är en ort i Mexiko. Den ligger i kommunen Zumpahuacán och delstaten Mexiko, i den sydöstra delen av landet, 70 km sydväst om huvudstaden Mexico City. Zumpahuacán ligger 2 376 meter över havet och antalet invånare är 4 450.
Terrängen runt Zumpahuacán är huvudsakligen kuperad. Zumpahuacán ligger uppe på en höjd. Runt Zumpahuacán är det tätbefolkat, med 427 invånare per kvadratkilometer. Närmaste större samhälle är Tenancingo de Degollado, 5,6 km nordväst om Zumpahuacán. I omgivningarna runt Zumpahuacán växer huvudsakligen savannskog.